# Кипр на летних Олимпийских играх 2008
Кипр на летние Олимпийские игры 2008 был направлен Национальным олимпийским комитетом Кипра. В заявке Кипра было представлено 17 спортсменов в шести видах спорта, которые не завоевали ни одной медали.

## Состав и результаты олимпийской сборной Кипра

### Парусный спорт
Мужчины
| Спортсмен        | Дисциплина | Гонка | Гонка | Гонка | Гонка | Гонка | Гонка | Гонка | Гонка | Гонка | Гонка | Гонка | Очков | Место |
| Спортсмен        | Дисциплина | 1     | 2     | 3     | 4     | 5     | 6     | 7     | 8     | 9     | 10    | M     | Очков | Место |
| ---------------- | ---------- | ----- | ----- | ----- | ----- | ----- | ----- | ----- | ----- | ----- | ----- | ----- | ----- | ----- |
| Андреас Карлиолу | RS:X       | 7     | 17    | 14    | 10    | 11    | 17    | 11    | 19    | 14    | 10    | DNA   | 111   | 13    |
| Павлос Контидес  | Лазер      | 8     | 7     | 24    | 14    | 5     | 12    | 14    | 29    | 35    | CAN   | DNA   | 113   | 13    |

Женщины
| Спортсмен             | Дисциплина | Гонка | Гонка | Гонка | Гонка | Гонка | Гонка | Гонка | Гонка | Гонка | Гонка | Гонка | Очков | Место |
| Спортсмен             | Дисциплина | 1     | 2     | 3     | 4     | 5     | 6     | 7     | 8     | 9     | 10    | M     | Очков | Место |
| --------------------- | ---------- | ----- | ----- | ----- | ----- | ----- | ----- | ----- | ----- | ----- | ----- | ----- | ----- | ----- |
| Гаврирэла Гадждамьяну | RS:X       | 19    | 22    | 23    | 22    | 15    | 23    | 25    | 22    | 20    | 16    | DNA   | 182   | 21    |

Открытый класс
| Спортсмен         | Дисциплина | Гонка | Гонка | Гонка | Гонка | Гонка | Гонка | Гонка | Гонка | Гонка | Гонка | Гонка | Очков | Место |
| Спортсмен         | Дисциплина | 1     | 2     | 3     | 4     | 5     | 6     | 7     | 8     | 9     | 10    | 11    | Очков | Место |
| ----------------- | ---------- | ----- | ----- | ----- | ----- | ----- | ----- | ----- | ----- | ----- | ----- | ----- | ----- | ----- |
| Харис Пападопулос | Финн       | 13    | 18    | 21    | 11    | 24    | 11    | 17    | OCS   | *     |       |       | 115,0 | 22    |

### Плавание
| Дисциплина           | Спортсмен     | Квалификация | Квалификация | Полуфинал             | Полуфинал             | Финал                 | Финал                 |
| Дисциплина           | Спортсмен     | Время        | Место        | Время                 | Место                 | Время                 | Место                 |
| -------------------- | ------------- | ------------ | ------------ | --------------------- | --------------------- | --------------------- | --------------------- |
| 100 м вольным стилем | Анна Стилиану | 56,38        | 36           | Закончила выступления | Закончила выступления | Закончила выступления | Закончила выступления |

### Стрельба
Спортсменов — 3
Мужчины
| Соревнование | Спортсмен          | Квалификация | Квалификация | Финал | Финал | Всего | Всего |
| Соревнование | Спортсмен          | Очки         | Место        | Очки  | Место | Очки  | Место |
| ------------ | ------------------ | ------------ | ------------ | ----- | ----- | ----- | ----- |
| Скит         | Антонис Николаидес | 120          | 4            | 24    | 2     | 144   | 4     |
| Скит         | Георгиос Ахиллеос  | 119          | 5            | 24    | 2     | 143   | 5     |

Женщины
| Спортсмен       | Дисциплина | Квалификация | Квалификация | Финал                 | Финал                 | Место                 |
| Спортсмен       | Дисциплина | Очков        | Место        | Очков                 | Место                 | Место                 |
| --------------- | ---------- | ------------ | ------------ | --------------------- | --------------------- | --------------------- |
| Андри Элефтериу | Скит       | 67           | 7            | Закончила выступление | Закончила выступление | Закончила выступление |

### Стрельба из лука
Женщины
| Спортсмен    | Дисциплина     | Квалификация | Квалификация | 1/64             | 1/32                  | 1/16                  | Четвертьфинал         | Полуцинал             | Место                 | Место                 |
| Спортсмен    | Дисциплина     | Score        | Seed         | Соперник Очков   | Соперник Очков        | Соперник Очков        | Соперник Очков        | Соперник Очков        | Соперник Очков        | Место                 |
| ------------ | -------------- | ------------ | ------------ | ---------------- | --------------------- | --------------------- | --------------------- | --------------------- | --------------------- | --------------------- |
| Елена Мусику | Индивидуальный | 589          | 56           | Нами Хаякава (9) | Закончила выступление | Закончила выступление | Закончила выступление | Закончила выступление | Закончила выступление | Закончила выступление |

### Тяжёлая атлетика
Мужчины
| Спортсмен           | В/К      | Рывок     | Рывок | Толчок    | Толчок | Всего   | Место |
| Спортсмен           | В/К      | Результат | Место | Результат | Место  | Всего   | Место |
| ------------------- | -------- | --------- | ----- | --------- | ------ | ------- | ----- |
| Димитриос Минасидис | До 69 кг | 128,0кг   | 25    | 155,0кг   | 20     | 283,0кг | 20    |